# Cechorismenus flavicornis
Cechorismenus flavicornis är en tvåvingeart som beskrevs av Kertesz 1916. Cechorismenus flavicornis ingår i släktet Cechorismenus och familjen vapenflugor. Inga underarter finns listade i Catalogue of Life.